# Ваља Сатулуј (Јаши)
Ваља Сатулуј (рум. Valea Satului) насеље је у Румунији у округу Јаши у општини Граждури. Oпштина се налази на надморској висини од 223 m.

## Становништво
Према подацима из 2002. године у насељу је живело 651 становника, од којих су сви румунске националности.